# Рижков Євген Олександрович
Рижков Євген Олександрович (15 травня 1985) — казахський плавець.
Учасник Олімпійських Ігор 2004, 2008 років.
Призер Чемпіонату світу з водних видів спорту 2006 року.